# Hans von Kretschmann

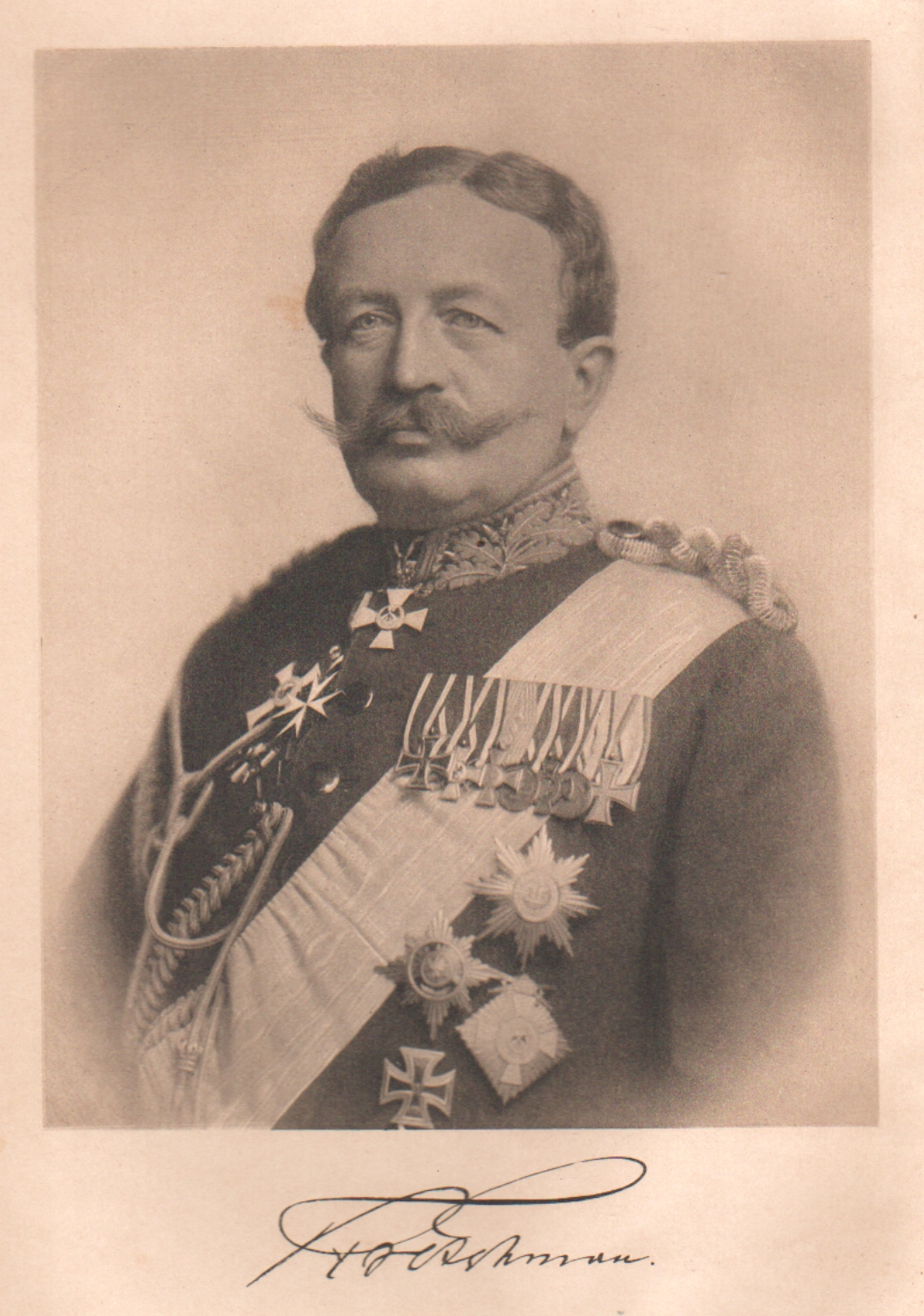
Hans von Kretschmann um 1897

Hans Alfred Konstantin von Kretschmann (* 21. August 1832 in Charlottenburg; † 30. März 1899 in Berlin) war ein preußischer General der Infanterie.

## Leben

### Herkunft
Die Familie Kretschmann hatte 1801 durch den Großvater des Generals, Theodor von Kretschmann (1762–1820), den preußischen Adel erhalten.
Hans war der Sohn von Ernst Karl von Kretschmann (1802–1847) und dessen Ehefrau Emilie, geborene Vogel (1806–1885). Der Vater war Rittmeister der Landwehr, Herr auf Schönau sowie Oberlandesgerichtsassessor. Dessen Bruder war der bayerische Generalmajor Moritz von Kretschmann.

### Militärkarriere
Kretschmann erhielt seine Schulausbildung in Bunzlau sowie an den Gymnasien in Brieg und Guben. Anschließend trat er am 1. April 1849 als Musketier in das Leib-Grenadier-Regiment Nr. 8 der Preußischen Armee ein. Vom 1. Oktober 1856 bis 30. Juni 1859 war Kretschmann Lehrer an der Divisionsschule in Frankfurt (Oder) und wurde zwischenzeitlich am 31. Mai 1859 zum Premierleutnant befördert. Er absolviert dann vom 1. Oktober 1860 bis 10. Februar 1863 die Kriegsakademie. Diese musste Kretschmann vor Ausbildungsende jedoch vorzeitig verlassen, da man ihn am 10. Februar 1863 zum Hauptmann befördert und gleichzeitig zum Kompaniechef im 2. Magdeburgischen Infanterie-Regiment Nr. 27 in Halberstadt ernannt hatte. Am 14. Juli 1865 wurde er à la suite gestellt und nahm eine Lehrtätigkeit an der Kriegsschule Neiße auf. Zu Beginn des Deutschen Krieges kehrte Kretschmann zu seinem Regiment zurück und übernahm als Führer die 8. Kompanie. Mit dieser kämpfte er bei Gitschin und bei Schlacht Königgrätz, wo Kretschmann durch einen Schuss in den linken Unterschenkel schwer verwundet wurde. Für seine Leistungen wurde er am 20. September 1866 mit dem Roten Adlerorden IV. Klasse mit Schwertern ausgezeichnet. Nach Kriegsende nahm er seine Lehrtätigkeit wieder auf und unterrichtete an der Kriegsschule Potsdam. Am 16. Februar 1869 wurde er zum Major befördert, à la suite des Generalstabes der Armee gestellt und gleichzeitig zum Direktor der Kriegsschule Neiße ernannt.
Mit Beginn des Deutsch-Französischen Krieges wurde Kretschmann Generalstabsoffizier beim III. Armee-Korps unter dessen Kommandierenden General Constantin von Alvensleben. Während des Krieges beteiligte er sich an den Kämpfen bei Spichern, Vionville, Gravelotte, Noisseville, Beaune-la-Rolande, Orléans und Le Mans, der Belagerung von Metz sowie den Gefechten bei Courcelles, Bellevue, Neuville-aux-Bois, Gien, Vendôme und Artenay. Am 20. September 1870 hatte er das Eiserne Kreuz II. Klasse und am 5. November 1870 das Kreuz I. Klasse erhalten.
Nach Kriegsende war Kretschmann vom 9. Mai bis 24. Oktober 1871 wieder Direktor der Kriegsschule Neiße, ehe er dann nach Karlsruhe in den Generalstab des XIV. Armee-Korps versetzt wurde. Nach zweieinhalb Jahre folgte seine Versetzung als Abteilungsleiter in den Großen Generalstab nach Berlin und hier am 19. September 1874 seine Beförderung zum Oberstleutnant.
Seit dem 15. März 1883 befehligte er die 34. Infanterie-Brigade (Großherzoglich Mecklenburgische) in Schwerin. Am 15. März 1890 wurde Kretschmann mit dem Charakter als General der Infanterie mit Pension zur Disposition gestellt.
Für seine Verdienste erhielt er von König Wilhelm II. am 18. Januar 1891 den Kronenorden I. Klasse sowie am 18. Januar 1896 den Roten Adlerorden I. Klasse mit Eichenlaub und Schwertern am Ringe.
Nach seinem Tod wurde Kretschmann am 2. April 1899 auf dem Berliner Garnisonfriedhof in der Hasenheide beigesetzt.

### Familie
Kretschmann heiratete am 3. Mai 1864 in Halberstadt Jenny Auguste Frieda Karoline von Gustedt (1843–1903). Aus der Ehe ging die spätere Schriftstellerin und Frauenrechtlerin Lily Braun hervor.

## Werke
- Kriegsbriefe aus den Jahren 1870/71. Meyer & Jessen, Berlin 1910.